# Jugazan
Jugazan é uma comuna francesa na região administrativa da Nova Aquitânia, no departamento da Gironda. Estende-se por uma área de 5,59 km². Em 2010 a comuna tinha 297 habitantes (densidade: 53,1 hab./km²).